# Gayennoides
Gayennoides es un género de arañas araneomorfas de la familia Anyphaenidae. Se encuentra en Chile.

## Especies
Según The World Spider Catalog 12.0:
- Gayennoides losvilos Ramírez, 2003
- Gayennoides molles Ramírez, 2003